# Юрьевка (Орловская область)
Юрьевка — деревня в Новодеревеньковском районе Орловской области России.
Входит в состав Старогольского сельского поселения.

## География
Расположена на правом берегу реки Гоголь, на противоположном берегу находится административный центр поселения — село Старогольское. Северо-западнее Юрьевки находится деревня Серебряный Колодец.
Просёлочной дорогой деревня связана с автомобильной дорогой 54А-1.

## Население
| 2002 | 2010 |
| ---- | ---- |
| 97   | ↘36  |